# Berberis berriozabalensis
Berberis berriozabalensis är en berberisväxtart som först beskrevs av Faustino Miranda, och fick sitt nu gällande namn av Marroquin. Berberis berriozabalensis ingår i släktet berberisar, och familjen berberisväxter. Inga underarter finns listade i Catalogue of Life.